# ヤマトタケル (アニメ)
『ヤマトタケル』は、日本アニメーション製作のSFロボットアニメ。1994年4月9日から同年12月24日までTBS系で全37話が放送された。後に、3年後を舞台にしたOVA『ヤマトタケル 〜After War〜』も製作された。

## 概要
日本神話をモチーフにしたアニメで、一部の登場人物や事物の名称も、ヤマトタケル・オトタチバナ・ツクヨミ・スサノオほか、日本神話のそれに倣っている。大きくディフォルメされたキャラクターと、仏像や神像をモチーフにしたロボットのデザインは独特で、一般的なロボットアニメとは趣を異にしている。ファンタジーRPG的要素に加えて、ロードムービーのような雰囲気もあり、それは従来の同社製作のアニメと似ているところがある。
東宝映画の『ヤマトタケル』を中心とするメディアミックスの一環であり、各作品ごとに異なる世界観で描いている。しかし同劇場映画は興行不振に終わり、公開終了後にスポンサーが降板し、関連商品も数点が発売中止となってしまう。そのため、当初は4クールの予定だったものが3クールに短縮され、後半は展開がやや急ぎ足になってしまった。その後オンエアスケジュールの変更で、後日談を交えた総集編の37話が制作された。しかし本作を含む『ヤマトタケル』のメディアミックス展開は、後の映画やアニメなどに大きな影響をおよぼすことになった。
なお、日本アニメーション制作のロボットアニメは、1976年 - 1977年放送の『ブロッカー軍団IVマシーンブラスター』（フジテレビ系）、1977年放送の『超合体魔術ロボ ギンガイザー』（朝日放送・テレビ朝日系）に次いで3作目にして17年振りだが、アニメーション制作は葦プロダクションからベガエンタテイメントに切り替わった。

## あらすじ
時は25世紀。新天地を求めて地球を出発した恒星間移民船は、ブラックホールを抜ける旅の果てに、惑星イズモに到達した。地球人たちはそこで入植を開始し、イズモ人たちと共存する平和な村落が発達し始めていた。
それから12年後、ヤマタノオロチの復活を目論むツクヨミの配下が平和な村を襲いはじめる。地球人入植者ヤマト夫妻の子、少年ヤマトタケルは、戦火の中で偶然に魔空戦神スサノオを発見する。スサノオに乗り込んだタケルはツクヨミ軍を退けたものの暴走するスサノオは開拓村まで焼き払ってしまう。
村を追放されたタケルは、ツクヨミの野望を阻止するため、スサノオに導かれるように仲間たちと冒険の旅に出発するのだった。

## 登場人物
ヤマトタケル
声 - 亀井芳子、石川寛美（3歳のタケル）
ヤクモ村に住む地球人の少年。13歳。誕生日は2494年4月9日夕方（ヨシオの時計から）、身長体重は（地球の単位で）135センチメートル、35キログラム、血液型は不明、趣味はなんでも新しいことに挑戦すること。惑星イズモに到着した宇宙船の中で産まれ、新天地であるイズモで最初の産声を上げた。理知的な両親のどちらにも似ないガキ大将にして、トラブルメーカーなことから、ヤクモ村のイズモ人の大人たちからは疎まれているが、正義感が強く、友情にも厚い熱血漢。腕っぷしも強く、大人に匹敵するほど。
スサノオのパイロットになり、ツクヨミ軍の襲撃から村を守るために戦うが、イズモ人の大人たちからは、以前にも増して厄介者扱いされ、両親共々、村を追い出されそうになったことから、スサノオと共に村を飛び出す。当初は「海を観に行く」ための旅だったが、マ・ホロバからツクヨミの目的を聞かされ、それを阻止することを決意。星の魂の集まる場所を目指すようにもなる。幾多の出来事を経て、母・カオルから教えられた「戦うことだけが、勇気じゃない」ことの意味も知り、大きく成長し、ツクヨミとオロチを倒した。
OVA版では、ロカが作った飛行機をテスト飛行しながら平和な日々を送っていたが、ツクヨミが復活したことから、スサノオと共に再び立ち上がる。ツクヨミを完全に倒すべく、太陽への特攻を決意し、スサノオやオトと運命を共にしようとするが、ミカヅチの手でオトと共に返される。
ロカ
声 - 緒方恵美
ヤクモ村に住むイズモ人の少年。おとなしく引っ込み思案で読書が好き。正反対な性格のタケルに手を焼かされているが仲は良い。
「タケルのように強くなりたい」という思いから、スサノオと共に旅立つことにしたタケルに同行し、タケル同様に大きく成長する。
OVA版では、発明家の卵になっており、眼鏡もかけるようになる。
オト・タチバナ
声 - かないみか
第4話から登場。タケルとロカがオアシスで出会った少女。勝ち気な性格だが優しいところもある。武器は短剣。
その正体は、ツクヨミ軍の一員でミカヅチの妹。ツクヨミの命を受け、スサノオ奪還のためにタケルたちに近づき、「両親を亡くしたことから、ダイリン村に嫁いだ姉に会いに行くための旅をしている」と嘘を付いて、タケルの旅に同行する。タケルたちと触れ合っていく内に、タケルの仲間とツクヨミ軍の一員の間で揺れ動くようになり、浮島での戦いを経て、タケルの仲間であることを選ぶ。なお、浮島での戦いでは、タケルの代わりにスサノオを操縦している。
豹変後のミカヅチに連れ去られ、ガイオウの中のオロチの怨霊に憑りつかれて豹変し、タケルの敵に戻り、アマノシラトリを操縦するようになるが、ミカヅチがオロチに取り込まれたことで正気に戻る。実はミカヅチとは血の繋がりはなく、幼少時にツクヨミに誘拐され、ミカヅチと兄弟と思い込まされているだけだった。
OVA版では、タマノオを操縦し、ミカヅチが封じ込められたシュラノオと戦う。ツクヨミに憑依されてしまうが、タケルとミカヅチに助けられる。生き別れの母・アスカも助かるが、兄・ミカヅチとの二度目の別れを経験することになる。
マ・ホロバ
声 - 茶風林
5話から登場。伝説の霊能者。ヤマタノオロチ復活とツクヨミの野望をタケルに告げ、その進むべき道を指し示す。性格は不真面目で若い女に目がなく、オトの尻を追いかけ回していることが多い。時折り結界を張るなどの霊能力を発揮し、一行のピンチを救うこともある。
OVA版では何処かに旅に出ていたが、ツクヨミの復活を知ってヤクモ村に戻り、オトが惑星カグヤに連れ去られたことをロカたちに伝えた。
ヤマトヨシオ
声 - 中田和宏
タケルの父親。科学者であり、ヤクモ村の地球人たちのリーダー的存在。厳しさと優しさを兼ね備えており、勇敢な人物でもある。
熱くなりがちなタケルをよく戒めており、タケルがカオルをツクヨミに連れ去られたことで怒りと憎しみに支配された際にも一喝した。その後、自身もカオル救出に赴き、仲間たちから渡された光線銃を使い、カオルを閉じ込めているバリアー発生装置を破壊した。
ヤマトカオル
声 - 佐々木るん
タケルの母親。温厚で心優しい女性であり、タケルのことは「風のような子」とも見ている。
タケルは、第25話でのミカヅチ戦や第33話での試練において、母のことを思い出したことで自分を見つめ直した。第34話でタケルと再会し、イズモ人の村人たちに厄介者扱いされるタケルたちを気遣うが、ツクヨミにさらわれてしまう。第35話では、魔空要塞内のバリアーの中に閉じ込められた状態から電流を浴びせられ、母が傷つけられていく姿を見たタケルは怒りと憎しみに支配されかけるが、それを跳ね除け、カオルもヨシオに救出された。

### ツクヨミと魔空戦士たち
ミカヅチ
声 - 森川智之
魔空戦士の一人であり、オトの兄。スサノオ入手に赴くが、スサノオはタケルの手に渡ったため、彼にライバル意識を抱く。プライドが高く、それゆえの尊大な面も見られるが、戦いでは正々堂々とした勝負を好む、戦士の誇りも持つ。戦いの場以外では、妹・オトを思いやる兄としての姿も見せる。武器は剣。
第2形態のスサノオを得たタケルに敗北した直後、ガイオウの中のオロチ玉に蝕まれて目付きが凶悪になり、性格も冷酷なものに変貌する。ミズホでタケルと対峙した際には、仮面の男・ヨミノタケル（あの世のタケル）としても対峙した。ヤタの鏡とアマノシラトリの力を得た後、オトをオロチの力で洗脳する。ツクヨミにも反旗を翻し、オロチを自分のものにしようとするが、復活したオロチに吸収されてしまう。
実はオトとは血の繋がりはなく、オトの中の憎しみを高めるためだけにツクヨミの手で兄妹役をさせられていただけだった。
OVA版では、オロチの呪いで死ぬことも許されない状態でタケルやオトの前に再び姿を現す。ツクヨミを倒すためにスサノオと共に太陽に特攻を決意したタケルをオトと共に脱出させ、自身がスサノオと運命を共にした。
オウカ
声 - 安西正弘
魔空戦士の一人で寡黙な性格。アラノオに搭乗する。巨躯と怪力の持ち主で、鉄球状に変化したエネルギー弾を遠隔操作する技を使う。
オトに想いを寄せていたが、第二形態のスサノオとミカヅチが奪ったアラノオの戦いで、破壊されたアラノオの破片から彼女を庇って命を落とす。魔空戦士として最初の死亡者でもある。彼の死を境にオープニングとエンディングが変更になった。
キリオミ
声 - 喜田あゆ美
魔空戦士の一人。カゼノオに搭乗する。武器は斧。タケル抹殺に執念を燃やすも敗北し、ツクヨミによって第2の月ヒムカの永久氷壁に封印された。タケルの善き心がツクヨミの氷を溶かし、以後タケルたちの仲間となる。
OVA版では何処かに旅に出ていたが、復活したツクヨミとの戦いに帰還する。
ハヤミカ
声 - 木藤聡子
魔空戦士の一人。ツキノオに搭乗する。武器は手から放つ光線。オトを姉のように慕っており、そのオトを奪ったタケルを嫉妬し怒り憎んで己の力(パワー)を制御出来なくなるがオトの説得に心を開き諭される。「オト姉」と呼んでいるが実はオトより年上である。ツキノオ敗北後は仲間となる。35話ではタケルに魔空要塞の案内役を頼まれ同行する。
OVA版では、ナイスバディへと成長した姿をマ・ホロバに高く評価された。
アマツミ
声 - 石田彰
魔空戦士の一人。タマノオに搭乗する。自らが支配者となる野望を持つ野心家であり、独断行動をとることが多い。離反者のキリオミに不覚を取り最後の手段として彼を道連れにしようとタマノオに自身を攻撃させるが失敗する。魔空戦士としては第2の戦死者。
クシナダ
声 - 折笠愛
魔空戦士の一人。トキノオに搭乗する。右頬に涙マークの刺青をしており、クールな雰囲気を持つ。
キリュウとコンビを組むことが多いが、互いに利用価値がなくなれば切り捨てようと考えている関係でもある。
魔空戦士としては、2番目にタケルと対決。
キリュウと共にツクヨミへの反逆を企てたタチバナ兄妹のガイオウと戦うが、トキノオをシシノオの攻撃を防ぐための盾にされ、コックピットを貫かれ第3の戦死者となった。
キリュウ
声 - 高木渉
魔空戦士の一人で卑怯な性格。シシノオに搭乗する。数瞬先の未来を予知することができるが、雷が起きていると使えない。武器は槍。
魔空戦士としては、3番目にタケルと対決。
クシナダと共にタチバナ兄妹を抹殺しようとするが、返り討ちにされ、クシナダの死亡直後に殺害された。魔空戦士としては第4の戦死者。アモンへの反逆、手を組んだクシナダの排除、離反者であるキリオミ抹殺も企てていたが、彼の死と共に全て未遂に終わった。なお、クシナダにはその野心を見抜かれていた。
アモン
声 - 古田信幸
魔空戦士の一人。シュラノオに搭乗する。眼帯が特徴の武人で、仲間たちからの信頼は低いが、ツクヨミに絶対的な忠誠心を持っていることもあって、魔空戦士のリーダーを務める。最終決戦ではタケルと生身で戦うが、崩れ落ちてきた天井からタケルを庇って致命傷を負い、敵ながらもタケルを激励した後、息を引き取った。
ツクヨミ
声 - 堀内賢雄
魔空要塞に君臨する悪の根源。魔空戦神を生み出し、かつてイズモ系の7つの惑星を消滅させた。ヤマタノオロチ復活による全宇宙の破壊を目論んでいる。

### ゲストキャラクター
マンタ
声 - 石川寛美
1話、2話、34話に登場。タケルの友人。ショートヘアのイズモ人の男の子。タケルとグンタを捕まえるために協力するが結果叱られる。
カミム
声 - 水原リン（現：真山亜子）
1話、2話、34話に登場。タケルの友人。髪を3箇所結んでいるイズモ人の大柄な男の子。タケルとグンタを捕まえるために協力するが結果叱られる。
ラムカ
声 - 稲葉実
3話〜5話、35話に登場。ロカの父親。息子と同じく温厚な人物であり、タケルに対しても好意的。妻もいるが、劇中未登場。
ムトリ
声 - 中博史
4話、5話に登場。タケルたちを連れ戻すためにヨシオ、ラムカ、マークと同行する。同行休憩中にラムカに水汲みを頼まれる。
マーク
声 - 小野健一
3話〜5話に登場。タケルたちを連れ戻すためにヨシオ、ラムカ、ムトリと同行する。
ヤクモ村長老
声 - 峰恵研
1話、3話、34話に登場。ヤクモ村の長老。悪いことをした者には子供であろうと相応の罰を与える厳格さと移住者である地球人にも理解を示す寛容さを兼ね備えている。
帰郷したタケルの件でイズモ人と地球人が揉めた際には、タケル一行を村の境に置くことで仲違いを中断させた。
祈祷師
声 - くじら
2話、3話、34話、35話に登場。ヤクモ村の祈祷師。村に災いが起こると予言するがどこか胡散臭さがある。
ライオン
声 - 大塚明夫
7話に登場。砂漠地帯を縄張りにする盗賊のリーダー。殺人と自分たちが必要とする以上の物資略奪を禁忌とする。各クレーター間の物資の物々交換の交易も行っており、生きるために必要な物を自分たちで作るために砂漠に種を撒くのが夢。
地球人がやって来るずっと昔に病気になった妻のために薬を求めてヤクモ村を出るが間に合わず、自らを責めたライオンは掟を破ったことを告白し、禁断地帯に追放された。それからは元の名を捨て「ライオン」と名乗り、何者にも縛られない生活を求めるようになる。
ツキノワ
声 - 大谷育江
7話に登場。ライオンと共に行動している男の子。ライオンの過去を亡くなったじっちゃんから聞かされている。装甲車のスペアキーを預かっていたがミカヅチに奪われる。
コヨーテ
声 - 中博史
ハゲワシ
声 - 辻親八
7話、37話に登場したライオンの部下。頭にはバンダナを巻きサングラスに髭の大柄な男がコヨーテで、スキンヘッドに尖った鼻の男がハゲワシ。
過剰な略奪を禁止しているライオンに反感を持っていたが、ミカヅチからタケルを倒すことを条件に装甲車のスペアキーを与えられるも、約束を守らずライオンへのクーデターを起こし捕らえた彼を流砂に生き埋めにしようとした。コヨーテ、ハゲワシ共に37話の回想シーンで登場。
スセリ
声 - 鈴鹿千春
8話に登場。遠い遠い宇宙の果てから「アメノウキフネ」で長い冒険の旅を経て「惑星イズモ」に来た。惑星の調査を最後に帰還する予定だったが、アクシデントに遭い多くの仲間を失い、1人生き残った｡
シラヌイ
声 - 岡村明美
10話、11話に登場。外に出たいと思っているサガムの王女。城に忍び込んで見つかったタケルたちを匿う。タケルが紛失したオカリナを返す条件として城から連れ出してほしいという条件を出す。国王に貢物で優劣をつけるのはおかしいと懇願する。
国王
声 - 稲葉実
10話、11話に登場。サガムの街の国王。シラヌイの父。シラヌイの母（王妃）も劇中に登場しているが、喋るのは11話のみ。
モーロック
声 - 城山堅
10話、11話に登場。歯が1本なく、鼻が尖ったサガム国王の侍従。11話では座長と結託する。
座長
声 - 辻親八
10話、11話に登場。オトとマ・ホロバが入店した見世物小屋の主。オトをみて貢物の怪物アシュラの餌（生贄）にと考えオトを誘拐する。11話ではモーロックと結託する。
カジナム
声 - 千田光男
15〜23話に登場。タケルたちがイナバの港で出会った工業都市ミズホの商会社長。おじさん、おっさんと呼ばれるのを嫌い、名前で呼ばれないと機嫌が悪くなる。タケルから船に乗せてくれと頼まれ断ろうとしたものの、スサノオを見た彼がミズホで流行している格闘機というロボットで戦う格闘ショー「デスリング」に出場させれば儲かると考え、態度を翻し船に乗せた。
ミズホ到着後デスリング参加に興味がないタケルに断られそうになり慌てるが、ヨミノタケルがオトを人質にしたため参加を決意したタケルに安堵、デスリングのファイトマネーで儲ける。だが、22話でシャーマンとアマツミの罠でスサノオが決勝戦まで間に合わず不戦敗となったことに愕然とする。ミカヅチがガイオウの力でミズホの地脈のプレートを刺激したせいで大地震が発生し、焼け野原と化した街を見て呆然となる。
シャーマン・バークレー
声 -田中敦子
19話〜23話に登場。バークレー家の令嬢。アマツミの誘いにのってタケルたちをスクラップ工場へと誘導し、スサノオの替わりにガイオウとデスリングで戦うも圧倒されてしまう。ガイオウの力で崩壊したデスリングスタジアムの崩れた外壁からタケルを庇い息絶えた。
マッド
声 - 堀内賢雄
19話〜23話に登場。デスリングで審判も兼任しているアナウンサー。
ジェルマン
声 - 稲葉実
19話、23話に登場。「血に飢えた貴族」の異名をもつデスリングファイター。地獄におくった人数は10人以上。格闘機は「フライシャー」で、頭部に避雷針がある。背面には目眩しのフラッシュを浴びせるもう一つの頭部のようなものがある。武装は電動鋸の剣。デスリングのトーナメントでのタケルの1回戦の相手で、雷デスマッチで戦うが高速移動でスサノオを翻弄するも結果負ける｡
ウガイツキト
声 - 種田文子
20話、21話に登場。父親のような「負け犬」にはなりたくないと思っている。デスリングファイターで格闘機はトサカのような頭部で朱色の「ギガンテス」。武装は2本の剣。デスリングのトーナメントでのタケルの2回戦の相手で、針山デスマッチで戦う。アマツミの力によりパワーアップし戦い、スサノオをリング外に2度落とすなど追い詰めるも結果負ける。マ・ホロバに諭され場を去る。
ウガイトキト
声 - 岩坪理江
20話、21話に登場。ツキトに車で轢かれそうになるところをタケルに助けられる。デスリングファイターに憧れを抱いている。
父親
声 - 中博史
20話、21話に登場。ツキト、トキトの父親。シャーマンに「家族のためにチャンスをくれ」と頼むが断られる。
キヌヌイ
声 - 高島雅羅
24、25話、36話に登場。第1の月ハヤスに住むいかるがの民の女性。タケルを伝説の勇者か見極める。イカルガの民の遺産である竜の揺りかごを守っていた。36話で登場するが喋りはしない。
ナムジ
声 - 石川寛美
26話〜31話に登場。第2の月ヒムカに住む地球人の男の子。イナバとアンナの息子。タケルたちと消滅するヒムカを龍の揺り籠で脱出する。アンナが倒れたこととなり、タケルたちと別れイズモの村に向かう。
イナバ
声 - 稲葉実
26話〜31話に登場。第2の月ヒムカに住む地球人の男性。ナムジの父親。タケルの父親らとは一緒にラムジェットに乗船していた。タケルたちと消滅するヒムカを龍の揺り籠で脱出する。アンナが倒れたこととなりタケルたちと別れイズモの村に向かう。
アンナ
声 - 渡辺美佐
26話〜31話に登場。第2の月ヒムカに住む地球人の女性。ナムジの母親。タケルの父親らとは一緒にラムジェットに乗船していた。タケルたちと消滅するヒムカを龍の揺り籠で脱出する。イズモに到着した際のクシナダとキリュウとの戦闘で倒れてきた物からタケルを庇い意識が戻らなくなる。意識が戻らないままイズモの村へイナバ、ナムジと向かう。イズモ村で療養後は回復し元気になり、過去の経験を活かしイズモ村で学校の先生を務めている。
カオン
声 - 矢島晶子
29話に登場。第3の月ナミハヤに住む不思議な少年。僧侶のような服装や剃髪した頭が特徴で、古代イズモ人の指導者カオンの生まれ替わりだという。テレパシーなどの超能力を有しており、タケルしか動かせなかったスサノオと心を通じさせた。一行に加わり、アマツミ亡き後のタマノオを操る。
OVA版には未登場。
小説版では設定が異なり、普通に髪を生やしている他、服装もシンプルな貫頭衣風の物を着用。ヤマタノオロチ（本作での正式名称は「闇のヤマタノオロチ」）を封印した聖なる力・「光のヤマタノオロチ」の伝説を信じるヤタニの一族の一人であり、実はその力で光のヤマタノオロチを操ることができる「光の子」であった。タケルたちと出会った折にヤタニの一族と武装集団「赤い兎（あかいうさぎ）」との抗争が起き、さらにミカヅチ・アモンが襲来。その力に目を付けたミカヅチによってガイオウに埋め込まれ、強化の手段として使われそうになるも、タケルたちの活躍で救出される。しかし、一行には加わらずに光のヤマタノオロチ復活を待つこととなる。
長老
声 - 辻親八
29話に登場。第3の月ナミハヤに住む古代イズモ人の末裔の老人たちの1人。ローブの様な羽織り物を着用。顔は長方形で毛は四本で歯も四本。歴史等を色々説明してくれる。
アスカ・タチバナ
声 - 小林優子（テレビ版）滝沢久美子（OVA）
28話、36話に登場。オトの母親。ラムジェットの陰のクルーであり、ラムジェット内でオトを産んだ。その後、ツクヨミに憑依されてしまう。第36話でツクヨミがオトも取り込もうとした際に抵抗し、オトを助けた。
OVAではツクヨミがオトを新たな依代に選んだことから解放され、カグヤにて意識を失うが龍の揺り籠で移動中のロカたちに保護される。

## 魔空戦神（まくうせんじん）
ツクヨミが生きた金属で造り上げたロボット。主に魔空戦士（まくうせんし）と呼ばれるパイロットが操縦する。過去にオオナムの7つの惑星を滅ぼしている。
鉱物をエネルギー源とし、生物同様に成長・脱皮する度に戦闘能力が強化される。自己修復も可能で頭部が破壊されない限り再生できる。蓄積したエネルギー以外にも、乗り込んだパイロットの精神状態・意志力でパワーレベルが変動。ツクヨミ軍には、巨大な水槽のような再生装置も設けられている。
作中の世界では単体でも絶大な戦闘力を誇るが、近接・後衛・遊撃と各機体で得意分野は偏っており、複数機で組むことを考慮した設計になっている。
劇中登場時には、シュラノオ、タマノオ、アラノオ、ガイオウは既に第三段階まで成長している。全高はほぼ共通で、第三段階の時点で概ね30メートル台。
スサノオ
灰色の魔空戦神。体内にヤマタノオロチ復活の鍵となるオロチ玉を持つ。昔、惑星イズモを破壊するために送り込まれたが、暴走により、パイロットを死なせてしまった後、ヤクモ村の洞窟内で眠りに付いていた。本来はミカヅチに与えられるはずだったが、その前にタケルが乗り込んだことにより、ツクヨミ軍と敵対することになる。当初は体内のオロチ玉の影響により、タケルはスサノオを思うように動かせず、タケルの怒りや憎しみといった負の感情で暴走してしまうこともあったが、タケルの玉笛の音色を聞くことで静まっていた。
また、タケルが玉笛を吹き続けることによりスサノオを歩かせることが可能。草薙の剣を入手後は、1フレーズ吹くだけで歩行と停止の切り替えを制御できるようになった。
長い間眠りについていたため、他の魔空戦神とは異なり、第一段階のままだった。第17話で青と金の装甲を纏った第二段階へ進化を果たす。ミカヅチに激流の中に落とされ、溺れて死にかけているタケルを救うべく、オロチ玉を封じていた力を使用。そのため、解放されたオロチ玉はガイオウとミカヅチに取り憑くこととなった。なお、第一段階は、第10話・11話ではキリオミが強奪し、第16・17話ではオトが操縦している。
第32話ではツクヨミに操られた状態でガイオウと交戦。第33話ではタケルを乗せたまま、イズモの中心地点である星の魂に赴き、かつての使命を果たそうとするが、自身の中の善の心とタケルの意思により、かつての破壊者と決別した。
第36話では、三種の神器と星の魂の力で光の巨人に変身し、オロチとツクヨミを倒す。戦い終えた後、第2段階に戻り、ヤクモ村の洞窟に三種の神器と共に眠りに付いた。
OVA版では龍の揺り籠の力で赤と金の第三段階に成長・進化。ツクヨミを太陽で消滅させる捨て身の案において、ミカヅチと自身の判断により、タケルとオトを返した後、太陽に消えていった。
全高は、第一段階が15メートル、第二段階が23メートル。
固定武装は両肩のビーム砲、胸部の火炎砲、両手のカイザーナックル。後にクサナギの剣とミカガミの盾を得る。指先から鋭い爪が飛び出すという設定もあったがアニメ本編には未登場。
タマノオ
赤と橙色の魔空戦神。アマツミが操縦。彼の死後、カオンが操縦を試みるもアマツミの怨念に阻まれてしまうが、ロカの助言を受けたタケルがタマ笛を吹いたことにより、アマツミの怨念が消え去り、カオンが操縦できるようになった。タケルたちと共に戦う仲間となった。〜after war〜ではオトが搭乗し、暴走するシュラノオと戦っていた。専用の武器は大剣と円月輪だが使用した回数は少なく、主にエネルギー光弾などを多用している。魔空戦神の中でもトップクラスの戦闘能力を持っており、第二段階になったスサノオでも歯が立たなかったほど。なお、玩具オリジナルで第二段階が存在する。
トキノオ
緑と黄緑の魔空戦神。クシナダが操縦。時間を操ることができると言われている。単体の戦闘能力はそれほど高くなく、劇中後半ではシシノオとコンビを組むことが多かった。武器として鞭を使う。
シシノオ
橙色の魔空戦神。キリュウが操縦。武器は二本の青龍刀。キリュウ自身の能力である「予知能力」を使い、相手の戦闘パターンを先読みする戦法をとる。この機体のみ獣型に近いシルエットであり、基本的に人型をしている魔空戦神の中では異形の存在といえる。
カゼノオ
青と黄緑の魔空戦神。キリオミが操縦。その名のごとく風を利用した戦法を使い、空中戦も得意とする。両刃のハンドアックスを二振り装備。一度はスサノオに身体を切り裂かれ戦闘不能になったが、頭部が無事だったために後に復活し、タケルたちの仲間になった（その前にキリオミがいなくなったせいで、スクラップ扱いとして魔空要塞から廃棄され宇宙を漂っていた）。設定上では第三段階が存在する。
アラノオ
青と水色の魔空戦神。オウカが操縦。左右非対称のボディであり、左手が鎌のような形状になっている。スサノオが初めて敗北した相手でもあった。第18話ではミカヅチが操縦するが、第二段階に成長したスサノオに破壊された。
ツキノオ
紺色の魔神戦神。ハヤミカが操縦。細身の剣と胸部の火炎砲を武器とする。ハヤミカの感情の暴走から自爆してしまった。そのため出番は1話のみで終わっている。
シュラノオ
灰色の魔空戦神。アモンが操縦。左右非対称のボディであり、攻防のバランスに優れ、背中に装備している四本の爪状の武器や腰から延びた尾の部分からエネルギー弾を放ち攻撃する。主にガイオウとの対決が描かれ、スサノオとの直接対決は第34話だけであった。
OVAでは、ミカヅチを取り込んだ状態でスサノオと交戦。
ガイオウ
黒と水色の魔空戦神。ツクヨミが新たに作り出した9体目の魔空戦神であり、ミカヅチが操縦する。イズモ飛来時にスサノオが所有していたオロチ玉を取り込んでおり、乗り込んだ（正確には取り込んだ）ミカヅチを悪の心に染め上げた。以後、ミカヅチは別行動をとるようになり、最終的にはツクヨミを裏切ることになる。
背中に装備されている三叉の槍が主な武器。戦闘能力もトップレベルで、最強といわれていたシュラノオを大気圏外に吹き飛ばすほどの力を持つ。他の魔空戦神にない能力として、相手のエネルギーを吸い取り、自分のエネルギーにすることができる。魔空戦神としては珍しく、宝玉が露出していない。
アマノシラトリと合体することで超魔空戦神となった。

## 魔空戦神以外のマシン
アマノシラトリ
声 - 有本欽隆
ナミハヤに眠る白い鳥の姿をした魔神。ヤタの鏡を持つ者に、その力を貸し、コクピットも備えている。
ナミハヤを訪れたタケルとミカヅチに試練を与え、タケルが試練で犠牲になった仲間の命を選んだことから、ミカヅチのものとなり、ガイオウとの初合体後、機体色が赤に変色。オトがミカヅチに洗脳された後、ヤタの鏡の所持者のミカヅチの命により、オトがパイロットを務めるようにもなった。
ミカヅチがオロチに取り込まれ、ガイオウも大破した際に、アマノシラトリも大破するが、その魂は消えておらず、ヤタの鏡を受け継いだタケルに力を貸した。
設定上では、スサノオとの合体も可能だが、劇中ではそれを成し遂げることはなかった。
龍の揺り籠（りゅうのゆりかご）
ハヤセに眠る金色の龍の姿をした宇宙船。武器らしい武器は装備されていないが、魔空戦神のエネルギーを他の魔空戦神に移し替える無数のケーブルを備えており、魔空戦神の母艦にもなる。
タケルを認めた、キヌヌイの手で封印が解かれ、タケル一行の手で運用されることになる。
魔空要塞（まくうようさい）
ツクヨミ軍の本拠地の宇宙要塞。ヤマタノオロチ復活の際に大破する。OVA版では、イズモの軌道上を漂っていた残骸が、ツクヨミの手でヤクモ村の近くに落下した。

## 三種の神器
オオナムの星の魂を集めるために必要な3つのアイテム。第36話で3つともタケルの手に渡り、オオナムの星の魂の力を集め、オロチを倒した。戦い終えた後、スサノオと共に、ヤクモ村の洞窟に封印されたが、OVA版では、タケルの家の宝箱に移し替えられていた。
ムラクモの剣
三種の神器の1つである剣。
第2話において、スサノオが眠っていた洞窟に隠されていたのをタケルが入手。第12話において、ヤエズ山の龍の力で本来の姿に戻った。
ヤサカの勾玉
三種の神器の1つである勾玉型の笛。スサノオを遠隔操作したり、落ち着かせる際に用いられる。
元は、タケルがスサノオのパイロットになる以前から所有している玉笛（たまぶえ）だったが、第17話において、海に落ちたタケルを救出したオトと共に海中に沈んでいく最中、イズモクジラの力で変化し、次の第18話でタケルの許に戻った。
オロチを倒した後の第36話エピローグで、タケルはヤサカの勾玉に変化したものとは別の玉笛を所持するようになる。
ヤタの鏡
三種の神器の1つである鏡型の盾。怒りや憎しみに染まった者の行く末を映し出す力を持ち、アマノシラトリを使役する者の証でもある。
ナミハヤに封印されていたが、第30話でミカヅチの手に渡る。第35話において、怒りと憎しみに支配された状態でミカヅチを倒そうとしたタケルは、今の状態が続いたことで邪悪な存在と化して、オロチを使役し、家族や仲間を殺してしまう未来をヤタの鏡を介して知ったことから、正気に戻り、ヤサカの勾玉の音色でヤタの鏡に共鳴を起こして、ミカヅチにダメージも与えている。第36話でミカヅチがオロチに取り込まれる直前に離れたのをタケルが回収した。

## スタッフ
- 製作：本橋浩一
- 企画：杉山豊（ASATSU）、佐藤昭司
- 企画協力：東宝映画
- 総監督、シリーズ構成：井内秀治
- 監督、監督補（1-12話）：森田風太
- キャラクターデザイン：岸田隆宏
- メカデザイン：大畑晃一
- 美術デザイン：伊藤主計
- 美術監督：松宮正純、阿部泰三郎
- デザインワークス：ゼロGルーム、スタジオレスポンス
- 色彩設計：宮下眞理
- 音楽：手塚理、Vink（選曲：合田豊）
- 音響監督：伊達渉
- プロデューサー：上田正人（TBS）、小竿俊一（日本アニメーション）
- 制作協力：ベガエンタテイメント
- 制作プロデューサー：松土隆二（ベガエンタテイメント）
- 製作：TBS、ASATSU、日本アニメーション

## 主題歌
当時メジャーデビューしたGLAYが放映時に主題歌を歌っていたが、後に発売されたビデオではGLAYの主題歌は濱崎直子が歌う2期目のものに差し替えられていた。ビデオの発売元はキングレコードなのに対し、GLAYの主題歌の発売元はプラチナム・レコードと系列が異なっていた。再放送などでは主題歌がそのまま流れることがあり、広島ホームテレビ（EX系）やCSのキッズステーションでの再放送ではGLAYの主題歌がそのまま使われていた。
オープニングテーマ
「Flower of Desert」（1話 - 37話）
作詞 - 山中真一、濱崎直子 / 作曲 - 山中真一 / 編曲 - 矢吹俊郎、山中真一 / 歌 - 濱崎直子
「真夏の扉」（1話 - 18話　放映当時）
作詞・作曲 - TAKURO / 編曲 - 土屋昌巳、GLAY / 歌 - GLAY
エンディングテーマ
「Twilight Songs」（1話 - 37話）
作詞・作曲・編曲・歌 - 濱崎直子
「RAIN」（1話 - 18話　放映当時）
作詞 - YOSHIKI / 作曲 - YOSHIKI、TAKURO / 編曲 - YOSHIKI / 歌 - GLAY
エンディングのクレジットでは「Produced by YOSHIKI“RAIN”」と表記されていた。
実写映画版の主題歌としても使用されている。

## 各話リスト
| 話 | 放送日        | サブタイトル           | シナリオ          | 絵コンテ   | 演出              | 作画監督        |
| -- | ------------- | ---------------------- | ----------------- | ---------- | ----------------- | --------------- |
| 1  | 1994年 4月9日 | 復活の巨人             | 井内秀治          | 井内秀治   | 山本裕介          | 山田武流        |
| 2  | 4月16日       | 大いなる災い           | 藤本信行 井内秀治 | 近藤信宏   | 近藤信宏          | 細井信宏        |
| 3  | 4月23日       | 未知なる世界への旅立ち | 井内秀治          | 斉藤博     | 斎藤次郎          | 谷口守泰        |
| 4  | 4月30日       | オアシスの少女         | 沙賀諒            | 酒井伸次   | 酒井伸次          | 七海修          |
| 5  | 5月7日        | 伝説の人マ・ホロバ     | 岸間信明          | 政木伸一   | 政木伸一          | 嶋津郁雄        |
| 6  | 5月14日       | 沈黙のスサノオ         | あみやまさはる    | 横田和善   | 横田和善 斎藤次郎 | 細井信宏        |
| 7  | 5月21日       | 砂漠のライオン         | 岸間信明          | 西村純二   | 藤本義孝          | 笠原彰          |
| 8  | 5月28日       | 宇宙船アメノウキフネ   | 荒木憲一          | 近藤信宏   | 近藤信宏          | 岡田幸子        |
| 9  | 6月4日        | 奇妙なライバル         | 鎌田秀美          | 山本裕介   | 山本裕介          | 谷口守泰        |
| 10 | 6月11日       | 奪われたスサノオ       | 岸間信明          | 嵯峨敏     | 嵯峨敏            | はがひとし      |
| 11 | 6月18日       | スサノオをとりもどせ   | 岸間信明          | 鈴木行     | 吉本毅            | 笠原彰          |
| 12 | 6月25日       | 伝説の剣クサナギ       | 荒木憲一          | 斎藤博     | 石堂宏之          | 細井信宏        |
| 13 | 7月2日        | 戦慄の魔神アラノオ     | あみやまさはる    | 酒井伸次   | 酒井伸次          | 七海修          |
| 14 | 7月9日        | 謎の戦士オウカ         | 関島眞頼          | 近藤信宏   | 近藤信宏          | 嶋津郁雄        |
| 15 | 7月16日       | 海を渡るスサノオ       | 鎌田秀美          | 政木伸一   | 政木伸一          | 谷口守泰 吉田徹 |
| 16 | 7月23日       | 哀しみのオト           | 井内秀治          | 神原敏昭   | 神原敏昭          | 笠原彰          |
| 17 | 7月30日       | 新たなるスサノオの誕生 | 井内秀治          | 斎藤次郎   | 斎藤次郎          | 井賀武          |
| 18 | 8月6日        | オウカ愛に死す         | 井内秀治          | 山本裕介   | 山本裕介          | 細井信宏        |
| 19 | 8月13日       | 格闘機デスリング       | 荒木憲一          | 嵯峨敏     | 嵯峨敏            | 松山光治        |
| 20 | 8月20日       | ミズホの掟             | 鎌田秀美          | 酒井伸次   | 酒井伸次          | 七海修          |
| 21 | 8月27日       | 名誉と栄光のためでなく | 鎌田秀美          | 山口美浩   | 山口美浩          | 笠原彰          |
| 22 | 9月3日        | アマツミの罠           | 岸間信明          | 斎藤博     | 石堂宏之          | 吉田徹          |
| 23 | 9月10日       | ミズホ最後の日         | 荒木憲一          | 克森和葉々 | 的場敦            | 七条武丸        |
| 24 | 9月17日       | 月に眠る人々           | 鎌田秀美          | 斎藤次郎   | 斎藤次郎          | 嶋津郁雄        |
| 25 | 9月24日       | 龍の揺り籠             | 鎌田秀美          | 山本裕介   | 山本裕介          | 太井信窄        |
| 26 | 10月1日       | 月世界の地球人         | 荒木憲一          | 松尾衡     | 松尾衡            | はがひとし      |
| 27 | 10月8日       | キリオミの執念         | 荒木憲一          | 牛草健     | 牛草健            | 七海修          |
| 28 | 10月22日      | オトの秘密             | 井内秀治          | 横田和善   | 横田和善          | 吉田徹          |
| 29 | 10月29日      | 謎の少年カオン         | 鎌田秀美          | 斎藤次郎   | 斎藤次郎          | 嶋津郁雄        |
| 30 | 11月5日       | 神の鳥アマノシラトリ   | 荒木憲一          | 石堂宏之   | 石堂宏之          | 細井信宏        |
| 31 | 11月12日      | オロチの脱け殻         | 荒木憲一          | 牛草健     | 牛草健            | 七海修          |
| 32 | 11月19日      | 黄泉の国のスサノオ     | 荒木憲一          | 山本裕介   | 山本裕介          | 小林勝利        |
| 33 | 11月26日      | 最後の試練             | 鎌田秀美          | 横田和善   | 横田和善          | 吉田徹          |
| 34 | 12月3日       | ヤクモの戦い           | 鎌田秀美          | 嵯峨敏     | 松尾衡            | 松山光治        |
| 35 | 12月10日      | 突入! 魔空要塞         | 谷田部勝義        | 牛草健     | 牛草健            | 七海修          |
| 36 | 12月17日      | 光る風ヤマトタケル     | 井内秀治          | 石堂宏之   | 石堂宏之          | 細井信宏        |
| 37 | 12月24日      | みんな元気             | 井内秀治          | 斎藤次郎   | 斎藤次郎          | 吉田徹          |

## 放送局
※遅れネットを含む（太字は同時ネット）。
- 東京放送（制作局）
- 北海道放送（土曜 16:55 - 17:25、1994年4月23日 - 1995年1月21日[9]）
- 東北放送（月曜 17:30 - 18:00）
- テレビユー福島
- 新潟放送
- 信越放送（日曜 10:30 - 11:00）
- 北陸放送（土曜 17:00 - 17:30）
- 中部日本放送（日曜 6:00 - 6:30）
- 毎日放送（土曜 16:30 - 17:00）
- 山陽放送（土曜 16:00 - 16:30[10]）
- 中国放送（日曜 10:30 - 11:00）
- 伊予テレビ
- テレビ高知（本放送終了後に放送開始）
- RKB毎日放送（土曜 7:00 - 7:30）
- 熊本放送（月曜 17:30 - 18:00）
- 南日本放送（日曜 17:00 - 17:30）

## 小説
『ヤマトタケル 光のカオン』 ISBN 4-04-411810-8 角川スニーカー文庫、1994年8月
著者は本作の脚本を担当した井内秀治。時系列はミズホ編終了後となっているが、TV版の内容とは若干の相違点がある。

## サウンドトラック
いずれもキングレコード（スターチャイルドレーベル）より発売。
- ヤマトタケル 魔空戦神異聞（1994年7月21日発売 / KICA-205）
- ヤマトタケル 魔空の疾風児（1994年11月23日発売 / KICA-221）

## 備考
- TBSはこの年（1994年）に新社屋が完成したことに伴い、ロゴマークがローマン体のものに変更。制定された1994年1月時点では自社制作関与アニメがレギュラー放送されていなかったため[注釈 11]、本作がアニメとしては初のローマン体ロゴ使用作品となった[注釈 12]。[独自研究?]

## 関連事項
- ヤマトタケル
- スサノオ
- ヤマトタケル (映画)